# Кравчун, Степан Иванович
Степан Иванович Кравчу́н (укр. Степан Іванович Кравчун, 9 апреля 1936, с. Тарасовка — 25 ноября 2019) — генеральный директор Запорожского автомобильного завода в 1983—1996, участвовал в налаживании серийного выпуска автомобиля «Таврия». Почётный гражданин Запорожья. Один из создателей футбольного клуба Торпедо (Запорожье). Кандидат технических наук.

## Биография
Родился 9 апреля 1936 года в селе Тарасовка (ныне Пологовского района) в сельской семье. Закончил агротехникум в Орехове, в 1965 году — Запорожский машиностроительный институт по специальности инженер-механик по обработке металлов давлением. Основная трудовая биография Кравчуна связана с Запорожским автомобилестроительным заводом («Коммунар», «АвтоЗАЗ»). Здесь с 1959 года Кравчун трудился на следующих должностях: ученик слесаря, слесарь, нормировщик, мастер, начальник группы инструментального хозяйства, заместитель начальника цеха, начальник цеха, заместитель начальника корпуса, начальник корпуса, главный технолог, главный инженер. В 1983—1996 — генеральный директор производственного объединения «ЗАЗ» (с 1994 — ОАО «АвтоЗАЗ»). Участвовал в налаживании серийного выпуска автомобилей «Запорожец», «Таврия» и «Славута». Входил в Национальный совет социального партнёрства, в Совет промышленников и предпринимателей при Президенте Украины. Кандидат технических наук (1983).
Внёс большой вклад в развитие предприятия, благоустройство города. За время руководства предприятием Кравчуном в Коммунарском районе Запорожья было возведено более 50 тыс. м² жилья, больница на 300 коек, санаторий, дворец спорта. Автор и соавтор нескольких изобретений. С 1997 года — генеральный директор ООО «Прогресс». В 2002 был кандидатом в народные депутаты Украины от избирательного округа № 84. При явке в 74 % набрал 16 % голосов став вторым из семи кандидатов. На выборах 2012 года был доверенным лицом кандидата Алексея Бабурина.
Умер 25 ноября 2019 года.
В честь Степана Кравчуна в 2020 году в день автомобилиста при входе в главный корпус Запорожской политехники открыли памятную доску.

### Семья
Жена Аэлита Ивановна — техник-плановик, сын Алексей, дочери Наталья и Татьяна.

## Награды
- Два ордена Трудового Красного Знамени[5]
- Орден Октябрьской Революции
- Почётный знак отличия президента Украины (1993)[14]
- Почётный гражданин Запорожья (2005)[15]